# 托雷夫拉斯科佩德罗
托雷夫拉斯科佩德罗，是西班牙安达卢西亚自治区哈恩省的一个市镇。总面积61平方公里，总人口2976人（2001年），人口密度49人/平方公里。